# Drăgănești (Neamț)
Pour les articles homonymes, voir Drăgănești.
Drăgănești est une commune roumaine du județ de Neamț, dans la région historique de Moldavie et dans la région de développement du Nord-Est.

## Géographie
La commune de Drăgănești est située dans le nord du județ, à la limite avec le județ de Suceava, dans les collines du piémont des Carpates orientales, à 7 km au nord de Târgu Neamț et à 51 km au nord de Piatra Neamț, le chef-lieu du județ.
La municipalité est composée des quatre villages suivants (population en 1992) :
- Drăgănești (701), siège de la commune ;
- Orțăști (384) ;
- Râșca ;
- Șoimărești (357).

## Histoire
La commune est née en 2004 de la séparation des villages de Drăgănești, Orțăști, Râșca et Șoimărești de la commune de Brusturi.

## Politique
| Période                                  | Période  | Identité            | Étiquette | Qualité |
| ---------------------------------------- | -------- | ------------------- | --------- | ------- |
| Les données manquantes sont à compléter. |          |                     |           |         |
|                                          | 2012     | Ion Nechiflor       | PDL       |         |
| 2012                                     | 2016     | Petrică Bistriceanu |           |         |
| 2016                                     | En cours | Ion Nechiflor       | PNL       |         |

| Parti | Parti                        | Sièges |
| ----- | ---------------------------- | ------ |
|       | Parti social-démocrate (PSD) | 5      |
|       | Parti national libéral (PNL) | 6      |

## Démographie
| 2007  |
| ----- |
| 1 834 |

## Communications

### Routes
Drăgănești se trouve à proximité de la route nationale DN15C Piatra Neamț-Târgu Neamț qui rejoint Fălticeni et la route nationale DN2 (Route européenne 85).